# Armageddon (hudební skupina)
Armageddon byla anglická hard rocková superskupina, založená v roce 1974. Členové skupiny byly Louis Cennamo (Renaissance, Colosseum, Steamhammer), Martin Pugh (Steamhammer), Bobby Caldwell (Captain Beyond, Iron Butterfly), Keith Relf (Renaissance, The Yardbirds) po jeho smrti se skupina rozpadla.